# Chute du picador
Chute du picador est une suite de quatre planches de la Tauromachie I (série de 14 eaux-fortes sur cuivre) retouchées au burin, réalisée en 1951  par  Jean-Marie Granier à l'époque où le jeune graveur s'était vu offrir un séjour de deux ans à la Casa de Velázquez, Madrid, en Espagne.

## Contexte
Les chutes de picadors étaient très nombreuses à l'époque. Non à cause de la corpulence des taureaux mais parce que, malgré leur petite taille, (les élevages étaient en pleine reconstitution après la guerre civile espagnole), leurs facultés physiques s'étaient développées. Le 27 mai 1951, on comptait huit chutes de picadors dans la Monumental de Madrid. Ce jour-là le Mayoral sortit en triomphe. Granier a peu représenté de chutes de picador, l'essentiel de son travail portant sur les différentes passes et le travail des toreros. La présente gravure n'a d'ailleurs pas été exécutée pendant une corrida, à partir d'un réel accident, mais tirée de dessins exécutés dans les arènes. Ce n'est qu'à partir de sa neuvième gravure Le Torero est assis par terre, première planche gravée dans les gradins de la Tauromachie II, que l'artiste travaillera en direct.

## Description
Comme les autres planches de la Tauromachie I, la Chute du picador témoigne de la volonté du graveur d'occuper tout l'espace. Une technique qui va s'alléger au fur et à mesure de l'apprentissage de Granier, lorsqu'il va graver in situ.
La Chute du picador se présente sous 4 états. Seuls le premier et le deuxième ont donné lieu à des tirages, le troisième a été maladroitement repris au burin. Le quatrième état est inachevé.
Cette gravure a été exposée au Musée des beaux-arts de Nîmes lors de la rétrospective du travail de Jean-Marie Granier. Elle figure à la page 42 du catalogue raisonné de l'œuvre complet de l'artiste.